# Puplinge
Puplinge är en ort och kommun i kantonen Genève, Schweiz. Kommunen har 2 558 invånare (2023).
Kommunen gränsar mot Frankrike.